# 霍特涅茨
霍特涅茨（羅馬化：Khotynets）是俄罗斯奥廖尔州的市级镇、霍特涅茨区行政中心及规模最大聚居地，地处奥廖尔州西北部，位于州府奥廖尔西北方，靠近奥廖尔州与布良斯克州的州界。镇内设有同名铁路车站。
该地2022年人口有3,820人；2010年人口3,866；2002年人口4,238；1989年人口4,629。